# Anacornia microps
Anacornia microps är en spindelart som beskrevs av Chamberlin och Ivie 1933. Anacornia microps ingår i släktet Anacornia och familjen täckvävarspindlar. Inga underarter finns listade i Catalogue of Life.